# Grand Gateway Shanghai
Grand Gateway Shanghai (chiń. 港汇广场; pinyin Gǎnghuì Guǎngchǎng) – zespół dwóch bliźniaczych wieżowców (Grand Gateway Shanghai I i Grand Gateway Shanghai II), znajdujący się w Szanghaju w Chinach, zaprojektowany przez Callison Architecture, Inc. i Frank C. Y. Feng Architects & Associates. Ma 230 metrów wysokości i 52 piętra. Daje mu to 7. miejsce wśród najwyższych budynków w Szanghaju. Budowa Grand Gateway Shanghai I rozpoczęła się w 1994 a Grand Gateway Shanghai II w 1996 roku. Budowa wież została przerwana w latach 1997 - 2002. Całość zakończono w roku 2005. Wykorzystywany jest jako biurowiec.